# Simon Larson
Simon Povel Larson, ibland Larsson, född i Göteborg 25 maj 2005, är en svensk skådespelare. Han spelade huvudrollen i Hannes Holms version av Sagan om Karl-Bertil Jonssons julafton som hade premiär 12 november 2021. Han är kusin till Ida Hallquist, kommer från Kil i Värmland och har tidigare medverkat olika musikaler och teateruppsättningar.